# Victor Sanders
Victor Sanders (nacido el 16 de febrero de 1995 en Portland, Oregón) es un jugador de baloncesto estadounidense que pertenece a la plantilla del Anwil Włocławek de la PLK polaca. Con 1,96 metros de altura, juega en la posición de escolta.

## Trayectoria deportiva
El jugador, formado en Idaho Vandals y tras no ser drafteado en 2018, disputó la liga de verano de la NBA con Denver Nuggets. En septiembre de 2018 llegó a Europa para jugar en las filas del Antwerp Giants de la Scoore League para jugar la temporada 2018-19.
El 16 de julio de 2021, firma por el Reyer Venezia Mestre de la Lega Basket Serie A italiana.
El 2 de agosto de 2022 fichó por el U BT Cluj-Napoca de la Liga Națională rumana.
El 29 de enero de 2023 fichó por el Anwil Włocławek de la PLK polaca..